# هولك (لعبة فيديو)
هولك (بالإنجليزية: Hulk)‏ هي لعبة فيديو صدرت على جهاز بلاي ستيشن 2، تم تطويرها من قبل شركة راديكال إنترتينمنت، وتم نشرها بواسطة شركتي فيفندي جيمز ويونيفرسال انتراكتيف، وقد صدرت لأول مره في أمريكا الشمالية في 27 مايو 2003، وهي عبارة عن لعبة عن الرجل الأخضر.

## القصة
وُلد روبرت بروس بانر في 18 كانون الأول/ ديسمبر عام 1969 في الولايات المتحدة الأمريكية ودرس في جامعة هارفارد، قبل أن يختص في الفيزياء النووية ويعمل في مشروعٍ سري للجيش الأمريكي لإنتاج جنودٍ خارقين.
نتائج تجاربه قام بتطبيقها على نفسه، ممّا أدى إلى تحوله إلى مخلوقٍ أخضر مفتول العضلات وقوي، وعندما حاول إخفاء الأمر، لاحقه الجيش الأمريكي بهدف الحصول على طريقة التجربة والاستفادة منها.
مطاردة هالك أخذته إلى كندا والبرازيل قبل أن يعود إلى الولايات المتحدة ويجد طريقةً للتحكم بقدراته والاستفادة منها لمحاربة الأشرار.
دخل بانر بعلاقة حب منذ أيام الجامعة مع بيتي روس واستمرت هذه العلاقة رغم ما حصل معه
بعد التخرج انتقل بانر إلى ويلوديل، فيرجينيا ليعمل في جامعة كولفر كموجهٍ ومختص في الفيزياء النووية، حيث كانت له مجموعةٌ من التجارب حول أشعة غاما وتصادم الإلكترونات، انشغاله بعمله جعله بعيدًا عن والده الذي توفي دون أن يراه.
عمل بانر وبيتي لاحقًا في مشروعٍ سري تابع لوزارة الدفاع الأمريكية يهدف لإنتاج جنودٍ خارقين من خلال تعريضهم لإشعاعاتٍ معينة، هذا المشروع كان بإدارة والد بيتي.
اقتنع بانر بأن إثبات صحة نتائجه سيكون من خلال تجربةٍ على نفسه، فحقن نفسه بالمصل المُطوّر وعرّض نفسه لأشعة غاما، وتحت ظروفٍ معينة تحوّل بشكلٍ مفاجئ إلى مخلوقٍ أخضر عملاق، قوي البنية، مفتول العضلات وقام بتدمير المختبر وأذيّة عدة علماء منهم حبيبته بيتي دون وعيٍ منه.
أصبح بانر مطاردًا من قبل جيش الولايات المتحدة الذي أراد الحصول على الوصفة التي خلقت هذا الكائن الذي لا يُهزم.
يهرب بانر إلى كندا ثمّ إلى أمريكا الجنوبية، ويستقر في البرازيل باحثًا عن علاجٍ لحالته، وفي تلك الأثناء يعمل في مصنعٍ لإنتاج المشروبات الغازية، ويتعلّم اللغة البرتغالية وفنونًا قتاليةً قديمة.
يستمر والد بيتي في مطاردة هالك مع قواته إلى البرازيل، وهو ما يدفعه للعودة إلى الولايات المتحدة متنكرًا ومحاولًا الوصول إلى جامعته السابقة ليطّلع مجددًا على أبحاثه ويحاول إيجاد علاجٍ لحالته.
في الولايات المتحدة يلتقي مجددًا بحبيبته بيتي والتي تحاول مساعدته على الهرب من أيدي الجنود وإيجاد العلاج المناسب.
يلتقي بانر بأحد العلماء في نيويورك والذي كان يعمل على مشروعٍ مشابه وطوّر ما يشبه العلاج  مستندًا على خلطةٍ مشابهةٍ لما أنتجه بانر، لكن وصول قوات المطاردة تعطّل عملية علاجه. ينجح قائد قوات المطاردة في الحصول على الخلطة التي تعطيه قوةً مشابهةً لقوة هالك، ليتعارك الطرفان في قلب نيويورك وينجح هالك في السيطرة عليه وإنقاذ المدينة.

## الشخصيات
(Abomination): الشرير ذو الهيكل المتحول . عميل سابق في المخابرات السوفيتية (كي جي بي) عرّض نفسه عمدًا لنفس الإشعاع الذي حول بروس بانر
مدرع( Ironclad ): يظهر في 3 مباريات أحد أبطال U-Foes ، الأشرار الخارقين الذين يتمتعون بالطاقة الكونية في Marvel Universe.
مجنون(madmen): يظهر في لعبتين فيليب ستيرنز هو عدو للهيكل الذي اكتسب قوته الخارقة ومظهره المشوه في محاولات تجريبية زيادة قواه.
الأشعة السينية (X-Ray): يظهر في 4 مباريات عضو في فريق U-Men ، فريق الأشرار الخارقين في Marvel Universe
ززاكس ( Zzzax): يظهر في لعبتينال عدو المعتمد على الكهرباء لـ هولك وشخصيات Marvel Universe الأخرى

## طريقة اللعب
تلقت لعبة هولك استجابة إيجابية بشكل عام من النقاد واللاعبين حيث تلقت الثناء على موسيقاها ورسوماتها وطريقة اللعب ومعظم عناصر التحكم في اللعبة والنغمة الأكثر توازناً مقارنة بالفيلم الذي تعتمد عليه والعمل الصوتي وفي الوقت نفسه ، تلقت القوى المحدودة لـ هولك واللعب الخطي والكاميرا انتقادات و ردودًا متباينة ، حيث انتقدها البعض بسبب صعوبة وضعها في لعبة تعتمد على القوة الصرفة للشخصية ، بينما أشاد آخرون بها على طريقة اللعب القائمة على التخفي والتنوع الذي توفره داخل اللعبة نفسها

## روابط خارجية
- هولك على موقع IMDb (الإنجليزية)

- Hulk على موبي غيمز
- The Incredible Hulk (Game Boy Advance) على موبي غيمز